# Îles Carteret
Pour les articles homonymes, voir Carteret.
Les îles Carteret (aussi connu sous les noms d'atoll Carteret, îles/atoll Tulun ou Kilinailau) sont des îles de Papouasie-Nouvelle-Guinée situées dans l'Ouest de l'océan Pacifique à 86 km au nord-est de l'île de Bougainville. L'atoll est un ensemble de petites et basses îles appelées Han, Jangain, Yesila, Yolasa et Piul, disposées en fer à cheval sur 30 km dans une direction nord-sud  avec une superficie totale de seulement 0,6 km2 et une hauteur maximale de 1,5 m au-dessus du niveau de la mer. 
Han est l'île la plus grande, les autres étant des îlots le long du lagon. L'île est proche du bord d'un grand plateau océanique appelé le plateau d'Ontong-Java.
Les îles sont nommées d'après le navigateur britannique Philip Carteret qui les découvrit lors de son second tour du globe à bord de son sloop Swallow en août 1767.
En 2005, environ mille personnes vivaient sur ces îles.